# Міхр
Міхр, Мгер, Мхер (вірм. Միհր Мітра) — у давньовірменській міфології бог Сонця, небесного світла і справедливості. Син Арамазда, брат Анаїт та Нане.

## Опис
У вірменському епосі "Сасна црер" ("Люті сасунці") є два персонажі з таким ім'ям - Мгер (Міхр) Старший і Міхр Молодший (онук попереднього, син Давида Сасунського). Згідно з вірменською міфологічною традицією Міхр здійснює ряд подвигів, бореться з левом, що вбиває мирних жителів, рятує від повені місто Джезіре, скидаючи в річку скелю, яка ділить її на рукави і бореться з несправедливістю у світі. Міхр Молодший, зустрічаючись зі своїм батьком Давидом, б'ється з ним, не знаючи, що це його батько, і перемагає його. Принижений Давид Сасунський проклинає Міхра, прирікаючи його на бездітність і нещастя. Міхр, таким чином, не вдається перемогти несправедливість, земля перестає тримати його і його коня, і він в'язне в землі. Порадившись з могилами своїх батьків, Міхр чує їх заповіт чекати настання справедливості в скелі. Міхр вдаряє по скелі мечем, вона розступається, впускаючи Міхра і його коня. Далі, з різною періодичністю в залежності від версії (2 рази на рік або кожну суботу) Міхр виходить зі скелі і перевіряє, чи настав справедливий мир. Якщо це станеться, то Міхр зможе покинути скелю назавжди.

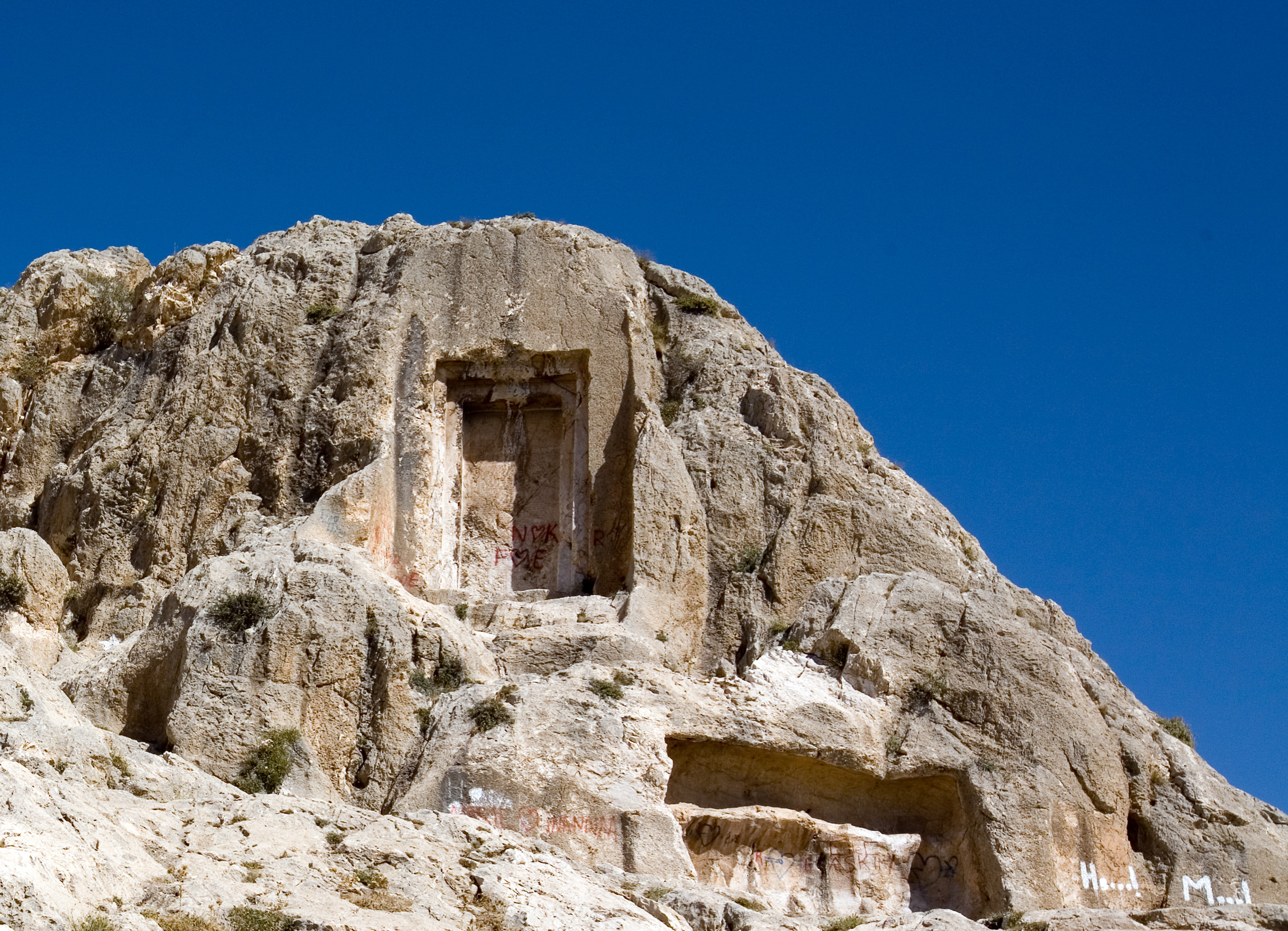
Так звані «Двері Мгера» — «ворота бога» поблизу урартської столиці Русахінілі

## Культ
Широко шанувався у Вірменії в дохристиянський час, ймовірно поширився під впливом Імперії Ахеменідів, яка принесла на Вірменське нагір'я традиції зороастризма. Головний храм поклоніння божеству знаходився в Багаарічі. Ймовірно, що язичницький храм в Гарні був місцем поклоніння Міхру. Поблизу міста Ван, на території сучасної Туреччини зберігся жертовник Міхра, т.зв. «Двері Мхера» (пехл. Der-i Mihr), який у давніші часи був висічений урартами під час правління царя Ішпуїні (828—810 рр. до н. е.) і використовувався для шанування урартських богів.
Сліди шанування Міхра збереглися в стародавньому вірменському календарі в назвах сьомого місяця («Мегекі», «Мехекан») і восьмого дня місяця («мігр»). У вірменській ономастиці та топоніміці збереглося понад 150 слів, що пов'язуються з Міхром. Після поширення християнства у Вірменії образ Міхра зберігався в духовних піснях. Трансформований образ Міхра, розділений на Мгера молодшого і Мгера старшого зберігся у вірменському епосі Сасна Црер.

## Ресурси Інтернета
- myths.kulichki.ru [Архівовано 30 червня 2010 у Wayback Machine.]